# 鴞人
鸮人, 有时也称为康沃尔鸮人（Cornish Owlman）或莫南的鸮人（The Owlman of Mawnan）,是在1976年中旬前后于莫南村发现的神秘生物， 有时候鸮人时常与美国的天蛾人相提并论。

## 首次目击

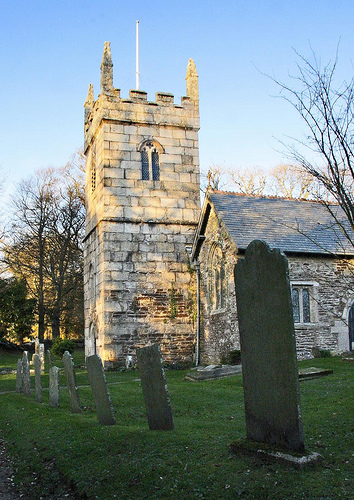
莫南的教堂塔楼

鸮人的故事始于唐·米尔林（Don Melling）与超自然现象研究者托尼·希尔斯（Tony "Doc" Shiels）的接触。米尔林在假期中从兰卡斯特来到过这个地区。 他说，在1976年4月17日，他的两个女儿，12岁的June和9岁的Vicky在莫南教堂附近的树林散步时看见了一个大翅膀的生物盘旋在教堂塔楼上。两个受惊的女孩马上跑回去告诉她们的父亲。根据希尔斯的说法, 米尔林一家被这次目击所惊扰，于是提前三天放弃了假期，米尔林也不许女儿们接受采访。希尔斯得到了一份由12岁的June所绘的该生物模样的草图。
在后来对该案件的研究中，乔纳森·唐斯声称希尔斯第一次描述事件是在“一封信”里，虽然他没有说明这封信是写给谁的。 这个故事后来也被一本由Anthony Mawnan-Peller所写的题为Morgawr: The Monster of Falmouth Bay的小册子提及。这本小册子1976年在整个康沃尔流传。

## 第二次目击
两个月后的7月3日, 14岁的莎莉·查普曼（Sally Chapman）和朋友芭芭拉·佩里（Barbara Perry）在教堂附近的森林里露营。据她所言，当她站在帐篷外, 听到了咝咝声于是转身看到一个尖耳红眼如人般大小的猫头鹰。她们指出，那个生物飞到空中，露出黑色钳子般的爪子。这个神秘身影的多次目击在翌日被报道(当时形容它为“银灰色”)。1978年的6月和8月又有2起目击事件发生在教堂附近。
查普曼和佩里在目击之前看过小册子上米尔林姐妹对鸮人外观的描述。她们联系了希尔斯，希尔斯鼓励她们各自将目击到的生物画下来。结果他认为它们足够相似而验证了故事的真实性并排除了恶作剧的可能性。 

## 之后的目击

### 1989年
因为七十年代的目击事件都牵涉了希尔斯，一个钟爱恶作剧的怪人，研究者乔纳森·唐斯确认是希尔斯虚构了鸮人。然而, 唐斯声称他采访了一个他称为"Gavin"的年轻人，"Gavin"在1989年目击到了鸮人，这次没有希尔斯的参与。"Gavin" 和他的"女友" 声称他们看到了一个大约五英尺高，腿部有较高的脚踝和显而易见的两个黑色大的“脚趾”，灰棕色，眼睛闪光的生物。

### 1995年
1995年,一个来自芝加哥的女游客写信寄给了特鲁罗的 《西部早报》报社, 声称她目击到了一个有阴森面孔、大嘴、闪光的眼睛、尖耳、有爪的翅膀的“鸟人”（man-bird）。

## 各种猜测
在1985年的《外星动物》（Alien Animals）中，英国超自然现象研究员珍妮特和科林·博尔德（Janet and Colin Bord）指出，莫南教堂建立在一个史前土建工程的中部。她们暗示教堂可能建立在“地脉”（一条连接多个古代遗址的直线）上, 鸮人的出现可能是地球能量在这个空间中的体现。 然而在1989年的《世界的现代谜团》（Modern Mysteries of the World）中，他们收回了这种说法，并称他们相信目击的生物可能是逃脱鸟笼的鸟而不是超自然现象。这也暗示整件事是由被称为“超现实主义画家和作家，演员，巫师和调皮的欺骗者”的希尔斯制造的一个骗局。

### 猫头鹰
一个很简单的解释称被目击到的鸮人可能是逃出牢笼的雕鸮(Bubo bubo),此物种可超过两英尺长,并有近六英尺长的翼展。卡尔·舒克20世纪80年代末期的一份有关鸮人的报告支持这种说法。目击者称它有四英尺高,  两只脚前端都有两个大脚趾。它在起飞之前会先蹲下然后起身。舒克表示“这让人联想到是一只非常大的猫头鹰”。脚的结构特征与猫头鹰是完全一致的, 猫头鹰拥有被称为“对趾型”的趾型。 有一个雕鸮群体生存于北约克郡，这种鸟可以穿越英吉利海峡。

## 流行文化
- 鸮人出现在The Secret Saturdays（英语：The Secret Saturdays）的章节"The Owlman Feeds at Midnight"中，它被描绘为给村民洗脑的邪教的头目。[6]
- 在《怪兽档案》第一季中,鸮人是第8集《死神鸮怪》的原型。[7]
- 在卡伦·梅特兰（Karen Maitland）的小说The Owl Killers中, 一个迷信的村庄遭到邪恶势力的管辖和威胁, 这个神秘的邪恶集团被称为“The Owl Masters”，据说拥有召唤鸮人的力量。[8]

## 书籍
- Bord, Janet; Bord, Colin. . Granada. 1990.  (pp135–139, 141)
- Downes, Jonathan. . Corby: Domra Publications. 1997: 239. ISBN 0-9524417-6-4.
- McEwan, Graham J.. . London: Robert Hale. 1986: 224. ISBN 0-7090-2801-6. (pp150–153)
- Shuker, Karl. . Carlton. 1996, 2002.  (p37)

## 外部連結
- The Cryptid Zoo: Owlman （页面存档备份，存于）